# Кзыл-Меша
Кзыл-Меша, Кзыл-Мёша (тат. Кызыл Мишә) — село в Сабинском районе Республики Татарстан, в составе Тимершикского сельского поселения.

## Этимология
Топоним произошёл от татарского слова «кызыл» и гидронима «Мишә».

## География
Село находится на реке Меша, в 9 км к северо-западу от районного центра - посёлка городского типа Богатые Сабы.

## История
Первоисточники упоминают о селе под названиями Букмыш, Нижний Бахмуш, Бубек с 1619 года. Современное название с 1946 года.
В сословном плане, в XVIII веке и вплоть до 1860-х годов, жителей села причисляли к государственным крестьянам. Традиционные занятия – земледелие и разведение скота.
По сведениям из первоисточников, в начале XX столетия в селе действовала мечеть. Из хозяйственных построек: кузница, 3 мелочные лавки; земельный надел сельской общины составлял 1743,3 десятины.
До 1920 года село было в Букмышской волости Мамадышского уезда Казанской губернии. С 1920 года вошло в состав вновь образованного Мамадышского кантона ТАССР, с 10 августа 1930 г - Сабинского района.
В 1929 году в селе был организован первый колхоз. В 1991 году колхоз села был преобразован в коллективное предприятие, в 1994 - в ассоциацию крестьянских хозяйств.
В 1997–2014 годах действовала неполная средняя школа.

## Население
| 1782 | 1859 | 1897 | 1908 | 1920 | 1926 | 1949 | 1970 | 1979 | 1989 | 2002 | 2010 | 2020 |
| ---- | ---- | ---- | ---- | ---- | ---- | ---- | ---- | ---- | ---- | ---- | ---- | ---- |
| 128  | 694  | 1006 | 1071 | 1161 | 1119 | 708  | 657  | 591  | 370  | 353  | 313  | 318  |

Национальный состав села — татары.

## Экономика
Сельское хозяйство со специализацией на полеводстве и животноводстве. Действует крестьянское (фермерское) хозяйство.

## Инфраструктура
В селе действуют:
- дом культуры (с 1967 г.)
- библиотека (с 1967 г.)
- детский сад (с 1979 г.)
- Сабинская школа-интернат для детей с ограниченными возможностями здоровья (с 2014 г.)
- фельдшерско-акушерский пункт[1].

## Религия
Мечеть (с 1996 г.).